# Yanlord Marina Center Tower 5
La Yanlord Marina Center Tower 5 est un gratte-ciel en construction à Zhuhai en Chine. Il s'élèvera à 215 mètres. Son achèvement est prévu pour 2018. Il est situé à côté de quatre tours d'architecture similaire mais s'élevant à 133 mètres. Ces trois autres tours ont été construites en 2016. 